# Novi behar
Novi behar (bosensky Nový květ) byl sarajevský kulturní časopis v Bosně a Hercegovině, který mezi lety 1927 a 1945 vydával muslimský podpůrný spolek Narodna uzdanica (Lidová opora). Ideově se hlásil k odkazu sarajevského periodika Behar (Květ, 1900–1911).

## Historie
Vlastníkem listu byla Islámská akciová tiskárna, následně od roku 1944 do 15. dubna 1945 muslimský spolek Narodna uzdanica.

## Šéfredaktoři
- 1927–1930 Husein Đogo (1880–1961)
- 1930–1930 Edhem Mulabdić (1864–1954)
- 1931–1933 Alija Nametak (1906–1987)
- 1933–1941 redakční výbor
- 1941–1945 Alija Nametak (1906–1987) a Maksim Svara, odpovědný redaktor Abdurahman Mešić (1902–1943)